# Српска гарда Илиџа
Српска гарда Илиџа је елитна јединица војске Републике Српске која се углавном борила у и око Сарајева, односно на положајима у источном Сарајеву. Оснивач јединице био је Зоран Капетина Шале. Назив Илиџа, Гарда је добила по истоименој српскосарајевској општини у којој је основана августа 1992. године. Настала је по узору на специјалну јединицу МУП-а Илиџа којом је командовао Зоран Милић. Гарду је при оснивању чинило 60 изабраних бораца наоружаних личним пешадијским наоружањем. Наоружање гарде убрзо је појачано са 11 оклопних транспортера и тенкова који су представљали њену ударну снагу. У њен састав ушла је и оклопна јединица из Лукавице.
Кроз гарду је прошло укупно 900 бораца. Сви борци су претходно били цивили који су живели на Илиџи и шире на територији града Сарајева. Критеријуми за улазак у јединицу били су изузетно високи. Официри бивше ЈНА нису примани. Владала је челична дисциплина. Опуштања није било ни у ретким данима без борбених дејстава нити су занемариване свакодневне обавезе: рано устајање, јутарња фискултура, вежбе снаге и издржљивости, смотра, анализа предузетих акција и планирање нових. Морал јединице до краја рата био је на изузетно високом нивоу.
Међу највеће успехе Српске Гарде спада четири пробијања линије муслиманског дела Сарајева: Доглоди, Азићи, Отес, улице Пијачна и Добрињска. Ипак војни врх је увек наређивао повлачење.
Илиџа, терен на коме је јединица најдуже боравила, била је под константним притиском. Као једина мобилна јединица у Српском Сарајеву покривала је чак пет општина овог града. Борили су се у Жуновници, Рајловцу, на Нишићкој висоравни, Трескавици, Бјелашници и Илиџи. Кад год је Гарда одлазила у борбе изван Илиџе постојала је опасност од напада муслиманских снага на насеље Неђариће. Ово насеље представљало је истурени клин српских положаја који је непрекидно био под муслиманском снајперском и артиљеријском ватром. Крајњим пожртвовањем припадника Српске Гарде и уз велике жртве ово насеље је одбрањено. 
На почетку рата била је основана хуманитарна организација која је бринула о породицама погинулих и рањених гардиста. Држава је помагала борце али врло скромно. Из фонда хуманитарне организације исплаћивано је месечно рањеним гардистима 100 марака, инвалидима 200 марака и породицама погинулих једнократна помоћ у износу од 500 марака.
Током рата погинула су 32 припадника Српске Гарде. Најистакнутији припадници јединице били су Војин Вујчић, Бора Станишић и Бранко Самоуковић.
Војин Вујчић био је најстарији међу гардистима. Имао је велико искуство у уличним борбама. Рањаван је три пута током борби за Вуковар и једном на Илиџи. Погинуо је у својој четрдесет осмој години током уличних борби у акцији чишћења аеродромског насеља Добриња у Сарајеву.
Командант Зоран Капетина Шале био је одликован Орденом за ратне заслуге који је поклонио добровољцу из Ниша, доктору Миодрагу Лазићу. Шест пута је рањаван. 
Многи успеси на терену поништавани су погрешним одлукама српског политичког руководства. Тежак ударац за Гарду представљало је премештање седишта српске владе са Српске Илиџе на Пале. Наиме, после првог напада на Илиџу, из безбедносних разлога Влада се пребацила на Пале што је касније довело до многих по Србе неповољних последица.